# West Virginia State Board of Education v. Barnette
West Virginia State Board of Education v. Barnette, 319 U.S. 624 (1943), ist eine bedeutende Entscheidung des Obersten Gerichtshofs der Vereinigten Staaten. Das Gericht entschied mit 6 zu 3 Stimmen, dass öffentliche Schulen ihre Schüler nicht dazu zwingen können, die amerikanische Flagge zu grüßen und/oder das Treuegelöbnis aufzusagen, und begründete dies mit der Redefreiheitsklausel im 1. Zusatzartikel der Verfassung der Vereinigten Staaten. Das Recht auf Redefreiheit schützt gemäß Barnette somit auch das Unterlassen von Rede und Tat. Die von Robert H. Jackson verfasste Mehrheitsmeinung gilt als wichtiges Dokument, das freie Rede und verfassungsmäßige Rechte generell als „ausserhalb des Zugriffs von Mehrheiten und Amtspersonen“ definiert.
Die Entscheidung in Barnette widerrief eine nur drei Jahre ältere Entscheidung zur selben Frage, Minersville School District v. Gobitis, 310 U.S. 586 (1940), in der das Gericht noch die Ansicht vertreten hatte, dass solche schulinterne Vorschriften auf demokratischem Weg geändert werden sollten. Der Widerruf von Gobitis war ein Sieg für die Religionsgemeinschaft der Zeugen Jehovas, deren Religion ihnen Gruß und Treuegelöbnisse an staatliche Symbole und Institutionen verbietet. Allerdings begründete die Mehrheit in Barnette das Recht zur Verweigerung solcher Handlungen nicht mit der ebenfalls im 1. Zusatzartikel garantierten Religionsfreiheit, sondern mit dem weiter reichenden Recht auf Redefreiheit.

## Sachverhalt
Nach der Entscheidung in Gobitis verabschiedete der Bundesstaat West Virginia ein Gesetz, das die öffentlichen Schulen des Staates dazu verpflichtete, in den Fächern Geschichte, Staatskunde und US-Verfassung „Amerikanische Ideale, Prinzipien und Amerikanischen Geist“ zu unterrichten. Die Schulbehörde des Staates verabschiedete in Reaktion darauf am 9. Januar 1942 eine Verordnung, wonach die Schüler „dazu verpflichtet sind, am Flaggengruß teilzunehmen; die Verweigerung des Flaggengrusses ist ein Akt der Insubordination und wird entsprechend geahndet.“
Die Verweigerung war also als Insubordination definiert und wurde mit Schulverweis geahndet, bis der Schüler dazu bereit war, am Flaggengruß teilzunehmen. Zusätzlich konnten die Eltern strafverfolgt werden, weil das von der Schule verwiesene minderjährige Kind als unentschuldigt abwesend galt und die Eltern darum die Schulpflicht verletzten. Dies konnte mit einer Busse bis zu 50 Dollar und/oder Gefängnis bis 30 Tagen bestraft werden.
Marie und Gathie Barnett (in der Entscheidung fälschlich als „Barnette“ geschrieben) waren Kinder einer Familie, die den Zeugen Jehovas angehörte. Sie besuchten die öffentliche Slip Hill Grade School bei Charleston und wurden von ihrem Vater Walter Barnett dazu angewiesen, nicht am Flaggengruß oder Treuegelöbnis in ihrer Schule teilzunehmen, worauf sie von der Schule verwiesen wurden. Auf Rat ihres Anwalts besuchten die Mädchen weiterhin jeden Morgen die Schule und wurden nach Verweigerung des Flaggengrusses jeweils wieder nach Hause geschickt, so dass sie die Schulpflicht formal nicht verletzten.
Die Barnetts reichten im United States District Court Klage gegen den Schulbezirk ein und beriefen sich auf ihr Recht auf Religionsfreiheit. Der Schulbezirk berief sich auf Gobitis. Das Gericht gab den Barnetts Recht:

„Ordinarily we would feel constrained to follow an unreversed decision of the Supreme Court of the United States, whether we agreed with it or not. ... The developments with respect to the Gobitis case, however, are such that we do not feel that it is incumbent upon us to accept it as binding authority.
(Normalerweise würden wir uns von einem Präzedenzfalls des Obersten Gerichtshof gebunden fühlen, egal ob wir mit ihm einverstanden sind. (...) Hingegen ist die Entwicklung seit Gobitis derart, dass wir uns nicht dazu verpflichtet fühlen, diese Entscheidung als bindend zu akzeptieren.)“

Die staatliche Schulbehörde reichte darauf unter Umgehung des United States Court of Appeals direkt beim Obersten Gerichtshof Berufung ein, der den Fall annahm.

## Argumente
Die Schulbehörde argumentierte, dass ihr Vorgehen mit der früheren Entscheidung in Gobitis konform sei. Barnetts Anwälte argumentierten für eine Revision dieser Entscheidung, insbesondere gegen das dort festgelegte Prinzip, wonach die Legislative dazu berechtigt sei, derartige Entscheidungen zu treffen. Sie vertraten die Ansicht, dass somit die Legislative ihre eigenen Machtbefugnisse definieren könne, was aus rechtsstaatlicher Sicht problematisch sei. Die American Civil Liberties Union wendete sich als Amicus Curiae an das Gericht und argumentierte, dass Gobitis falsch entschieden worden sei.
Generell war die Erwartung, dass das Gericht Gobitis revidieren würde. Der Rücktritt James F. Byrnes’ im vorherigen Jahr und sein Ersatz durch Wiley Rutledge hatten die Mehrheitsverhältnisse zur Interpretation des 1. Verfassungszusatzes dort wesentlich verändert. Bereits vorher hatte der neu besetzte Gerichtshof Jones v. City of Opelika 316 U.S. 584 (1942) von 1942 nach nur neun Monaten durch Murdock v. Pennsylvania 319 U.S. 105 (1943) widerrufen.

## Entscheidung des Gerichts
Das Gericht entschied mit 6 zu 3 Stimmen, dass das Gesetz verfassungswidrig war, und hob somit Gobitis auf. Die Mehrheitsmeinung von Richter Jackson argumentierte, dass der Flaggengruß eine Form des Ausdrucks ist und „ein primitives, aber effektives Mittel zur Kommunikation von Ideen“ darstellt. Jackson schrieb auch, dass eine „vorgeschriebene Vereinheitlichung der Meinung“ notwendigerweise fehlschlagen müsse und klar dem 1. Zusatzartikel der Verfassung widerspricht. Das Gericht hielt dabei fest:

„If there is any fixed star in our constitutional constellation, it is that no official, high or petty, can prescribe what shall be orthodox in politics, nationalism, religion, or other matters of opinion or force citizens to confess by word or act their faith therein.
(Wenn es einen Fixstern in unserer Verfassungskonstellation gibt, so ist dies, dass kein Amtsträger, hoch oder gering, vorschreiben kann was orthodox sein soll in Politik, Nationalismus, Religion oder anderen Fragen der Meinung, oder Bürger dazu zwingen kann, solche Ideen in Wort oder Tat zu unterstützen.)“

Das Gericht verkündete sein Urteil am 14. Juni, dem Flag Day.
Die Richter Black und Douglas verfassten eine zustimmende Meinung, in der sie festhielten:

„Words uttered under coercion are proof of loyalty to nothing but self-interest ... Love of country must spring from willing hearts and free minds, inspired by a fair administration of wise laws enacted by the people's elected representatives within the bounds of express constitutional prohibitions.
(Unter Zwang geäusserte Worte sind Zeichen der Treue zu nichts als Eigennutz (...) die Liebe zu seinem Land muss aus geneigten Herzen und Freiem Verstand kommen, inspiriert von der fairen Anwendung weiser Gesetze, erlassen von gewählten Volksvertretern innerhalb der Verfassungsmässigen Grenzen.)“

Richter Frankfurter, der drei Jahre früher die Mehrheitsmeinung in Gobitis verfasst hatte, verfasste eine ablehnende Meinung. Die Richter Roberts und Forman stimmten gegen die Mehrheit, ohne eine separate Meinung zu verfassen.

## Auswirkungen
Die Mehrheitsmeinung in Barnette wird allgemein als eine der weitreichendsten Entscheidungen im Bereich der in der Bill of Rights kodifizierten Grundrechte angesehen. In der Folge entschied das Gericht in mehreren ähnlichen Fällen im Sinne der Religionsfreiheit, beispielsweise in Sherbert v. Verner 374 U.S. 398 (1963), wo das Recht einer Angehörigen der Siebenten-Tags-Adventisten festgelegt wurde, am Samstag (ihrem Sabbat) nicht arbeiten zu müssen, oder in Wisconsin v. Yoder 406 U.S. 205 (1972) das Recht der Amischen, ihre Kinder nach der achten Klasse nicht mehr in die Schule zu schicken.